# Black Star (песня Ингви Мальмстина)
Black Star (с англ. — «Чёрная звезда») — инструментальная композиция гитариста-виртуоза Ингви Мальмстина, открывающая дебютный сольный альбом музыканта. Композиция является одной из наиболее известных в репертуаре музыканта и часто исполняется на концертах. В 1994 году вышло концертное видео «Live at Budokan», где была исполнена 10 минутная версия песни.

## История песни
В 1978 году Ингви собрал группу «Yngwie J. Malmsteen’s Powerhouse» и записал первое известное демо. В 1982 Мальмстин переименовывает группу в «Rising Force». В середине года Ингви пишет композицию «Black Star» и записывает с группой демо для редактора журнала Guitar Player Майка Верни. Демозапись открывает композиция «Black Star». Виртуозные навыки игры Мальмстина впечатляют Верни и он предлагает музыканта контракт с его лейблом Shrapnel Records. На некоторое время музыканту приходится забросить «Rising Force» и присоединиться к группе «Steeler», а затем и «Alcatrazz». В 1984 Ингви покидает группу Грэма Боннета, разрывает контракт с Shrapnel и заново собирает «Rising Force». Также Мальмстин подписал контракт c Polydor Records для записи первого сольного альбома. В ноябре того же года выходит альбом Rising Force, который также как и демо 1982 года открывает композиция «Black Star».

## Участники записи
- Ингви Мальмстин — электрогитара, бас-гитара, Мог Таурус, продюсирование;
- Йенс Йоханссон — клавишные;
- Бэрримор Барлоу — ударные;
- Лес Клейпул — инженер;
- Питер Варго — инженер;

## Появления на альбомах и видео
- 1982 — демо-кассета для журнала Guitar Player
- 1984 — Rising Force
- 1985 — Yngwie Malmsteen’s Rising Force — Live 85'
- 1989 — Trial By Fire: Live in Leningrad
- 1991 — The Yngwie Malmsteen Collection
- 1994 — Live at Budokan
- 1995 — Play Loud! The 2nd Movement [Arpeggio]
- 1998 — Live!!
- 2002 — Concerto Suite for Electric Guitar and Orchestra in E Flat Minor Live with the New Japan Philharmonic
- 2014 — Spelbound Live in Orlando
- 2014 — Spellbound Live in Tampa
- 2018 — The Guitars That Destroyed the World (Live In China)

## Остальные треки с альбома Rising Force
- 1 — Black Star
- 2 — Far Beyond the Sun
- 3 — Now Your Ships Are Burned
- 4 — Evil Eye
- 5 — Icarus' Dream Suite Op.4
- 6 — As Above, So Below
- 7 — Little Savage
- 8 — Farewell